# Cantó de Caluire-et-Cuire
El cantó de Caluire-et-Cuire era una divisió administrativa francesa del departament del Roine. Comptava amb el municipi de Caluire-et-Cuire. Va existir de 1982 a 2014.

## Municipis
- Caluire-et-Cuire

| Data d'elecció | Identitat             | Partit | Qualitat |
| -------------- | --------------------- | ------ | -------- |
| 1982-1994      | Frédéric Dugoujon     | UDF    |          |
| 1994-2008      | Bernard Roger-Dalbert | UDF    |          |
| 2008-2014      | Alain Jeannot         | UMP    |          |